# Hans Vollmer (Theologe)
Hans Arthur Vollmer (Pseudonym Johannes Vollmer; * 9. Februar 1871 in Kaiserswerth; † 10. August 1941 in Hamburg) war ein deutscher Pädagoge und Theologe.

## Leben und Wirken
Hans Vollmer, dessen Vater als Seminarlehrer arbeitete, bestand 1890 in Düsseldorf die Reifeprüfung. Ein Studium der Theologie und Philologie an der Universität Bonn schloss er 1895 mit der Promotion zum Lic. theol. über „Die alttestamentlichen Zitate bei Paulus“ ab. Am 13. Juni 1896 bestand er in Bonn die Staatsprüfung für das Höhere Lehramt. Nach der praktischen Ausbildung am Gymnasialseminar 1896/97 wechselte er für das Probejahr 1897/98 nach Hamburg. Hier unterrichtete er an der Gelehrtenschule des Johanneums. Zum 1. Oktober 1898 erhielt er an der dortigen Oberrealschule eine Stelle als Oberlehrer für Religion, Hebräisch, Latein und Deutsch. 1901 gab er vertretungsweise Unterricht an der Höheren Staatsschule Cuxhaven und kam danach wieder an die Gelehrtenschule des Johanneums zurück.
1912 erhielt Vollmer einen Ruf als Direktor der Realschule in St. Pauli. Da er 1919 nicht zur notwendigen Neuwahl antreten wollte, endete seine Dienstzeit 1919. Er wechselte daraufhin als Studienrat und Professor an das Kirchenpauer-Realgymnasium, wo er bis 1931 blieb. 1909/10 und 1922/22 nahm er jeweils ein halbes Jahr Urlaub, in dem er sich fortbildete.
1930 übernahm Vollmer die Leitung des Deutschen Bibel-Archivs in Hamburg und erhielt für diese Stelle für einige Zeit eine Freistellung von der Lehrtätigkeit. Begleitend hierzu unterrichtete er Religion am Institut für Lehrerfortbildung. Im Wintersemester 1928/29 hielt er am Allgemeinen Vorlesungswesen Kurse zu „Heilige Texte und ihr Gebrauch“. Am 31. Mai 1934 ging er altersbedingt in den Ruhestand und arbeitete weiterhin für das Bibelarchiv.
Von 1918 bis 1933 war Vollmer Mitglied der Deutschnationalen Volkspartei. Er war seit seinem Studium Mitglied und später Alter Herr des Philologischen Vereins Bonn im Naumburger Kartellverband.

## Werke
Vollmer schrieb zu einzelnen Büchern der Bibel, über Bibelausgaben und Bildbearbeitungen. Er befasste sich mit der Religionsgeschichte und erstellte die Erstausgabe der „Historia Scholastica“ von Petrus Comestor. In einer Textausgabe erklärte er das Nibelungenlied und bearbeitete das Adambuch, das im 15. Jahrhundert entstand und in der Handschriftensammlung der Hamburger Stadtbibliothek zu finden ist.

## Ehrungen
Die Universität Bonn ernannte Vollmer am 30. April 1922 zum theologischen Ehrendoktor. 1930 erhielt er die Leibniz-Medaille der Preußischen Akademie der Wissenschaften.